# Fort Washington (Maryland)
Fort Washington est une ville américaine du Maryland, dans le comté du Prince George, située à proximité de la capitale fédérale  Washington (DC)

## Histoire
La ville est construite en 1808 sous le nom de Fort Warburton, . Le fort Warburton était un poste de défense de la capitale, qui fut démantelé en 1814, lorsque la flotte britannique remontait le Potomac.

## Démographie
Selon le recensement de 2010, la ville compte 23 717 habitants la communauté afro-américaine est majoritaire : 16 742 habitants, soit 70,6% de la population totale. Selon ce même recensement, le revenu moyen des ménages est de 105,726 $.